# Džabrajil
Džabrajil (ázerbájdžánsky Cəbrayıl), je od poloviny 90. let neobývané město v Náhorním Karabachu v Ázerbájdžánu při hranicích s Íránem.

## Etymologie
Zakladatelem středověké osady Džabrajíl byl legendární Otec Džabrajíl, jeden z nejbližšího okruhu sultána Ahmada, který vládl v 8. století mezi Zujratskými horami a řekou Araks.

## Dějiny města
Džabrajil byl součástí karabašského chanátu, který byl podle Gulistánské mírové smlouvy připojen v roce 1813 k Ruské říši. Od roku 1822 byl součástí provincie Karabach. Tato provincie byla v roce 1840 přeměna na velký šušský okres s centrem Šuša. Roku 1868 byla vytvořena Jelizavetpolská gubernie a Džabrajil byl do ni začleněn jako okresní sídlo. V 19. století byla osada důležitou celnicí na hranici si Persií.
V roce 1897 proběhlo sčítání obyvatel Kavkazu a podle tohoto censu žilo v osadě celkem 520 lidí, z toho 228 Arménů, 168 Ázerbájdžánců, 76 Rusů a 18 Ukrajinců.
Během sovětského období to bylo sídlo městského typu. Na počátku 50. let zde existovaly dvě střední školy, pět základních škol, kulturní dům, letní a zimní kina, dvě knihovny a lidový dům. Roku 1980 získal Džabrajil městská práva.
V roce 1989 ve městě žilo 6 070 lidí, 99,5 % obyvatel města byli Ázerbájdžánci.
V průběhu války v Náhorním Karabachu bylo město v srpnu 1993 obsazeno arménskými silami. Ázerbájdžánští obyvatelé byli vyhnáni. Během arménské okupace bylo město vylidněné a zničené. Arméni město přejmenovali na Jrakan (Ջրական) a začlenily do Hadrutského okresu. V říjnu 2017 byl na území vylidněného města postaven kostel Svaté Matky Boží. Stavba kostela vyvolala protest ázerbájdžánského ministerstva zahraničí, které označilo otevření arménského kostela v Džabrajílu za provokaci. Poradce ázerbájdžánského prezidenta Hikmet Hadžijev prohlásil, že „stavba arménského kostela v okupovaném Džabrajílu, kde Arméni nikdy nežili, je pokusem dát konfliktu náboženský obsah" a že „takové akce Arménie odporují nejen mezinárodnímu zákonu, ale také základním principům křesťanství a předpisům evangelia, kázání míru a úcty k majetku a životu jiných lidí".
Dne 4. října 2020 bylo v průběhu války v Náhorním Karabachu získáno ázerbájdžánskou armádou. Arméni ztrátu Džabrajilu několik dní ještě popírali a označovali za „dezinformace“. Až 17. října 2020 bylo novináři Euronews potvrzeno, že město je plně pod kontrolou ázerbájdžánské armády.
Dne 16. listopadu 2020 navštívil osvobozené město prezident Ázerbájdžánu Ilham Alijev, vztyčil vlajku Ázerbájdžánu na území bývalého arménského vojenského tábora a přislíbil obnovu zničeného města. Na podzim 2020 byl zbořen arménský kostel Svaté Matky Boží. Poradce prezidenta Hikmet Hadžijev 25. března 2021 označil stavbu kostela za nezákonnou a prohlásil, že „kostel postavený jen před pěti lety, který sloužil okupačním silám, nelze považovat za součást kulturní historie Džabrajílu." Arménský velvyslanec v Rusku Vardan Toganjan označil kostel za středověkou památku a jeho zbourání za „akt kulturní genocidy". V únoru a v březnu 2021 ruiny města navštívilo několik velvyslanců, které pozvala ázerbájdžánská vláda, aby jim ukázala stav osvobozeného města. Diplomaté byli šokováni stavem města a ve své zprávě uvedli, že ázerbájdžánské hroby byly vykopány, kosti zemřelých rozházeny po okolí a náhrobní kameny odstraněny. Reportéři BBC uvedli, že během arménské nadvlády se pokusili Arméni zahladit veškeré stopy po ázerbájdžánské historii města.
V září 2021 zvítězila britská společnost „Chapman Taylor“ ve výběrovém řízení na návrh územního plánu pro obnovu města Džabrajil. V říjnu 2021, na výročí obnovení ázerbájdžánské kontroly nad městem, položil prezident Ilham Alijev základní kameny ústřední okresní nemocnice, základní školy a první obytné čtvrti pro více rodin.

## Ekonomika
V sovětských dobách byla v Džabrajilu významná továrna na máslo a sýry a výroba koberců. Od padesátých let 20. století bylo v okolí města vinařství a kamenolom. V roce 2020 neexistuje obyvatelstvo ani žádná ekonomika a veškeré vinice jsou zničeny.
V roce 2023 v opravovaném městě byla zahájena příprava výstavby solární elektrárny o výkonu 240 MW. Na osvobozených území Karabachu chce ázerbájdžánská vláda budovat energetiku z obnovitelných zdrojů, bez použití zemního plynu, který je primárně určen pro export.

## Podnebí
Podnebí ve městě je teplé a mírné. Průměrná teplota v této oblasti je 12,7 °C. Během roku jsou průměrné srážky 429 mm. Džabrajil je znám svými častými deštmi. Nejteplejším měsícem roku je červenec s průměrnou teplotou 24,0 °C a nejchladnějším měsícem leden s průměrnou teplotou 1,4 °C.

## Pamětihodnosti
- Kudafarinský most přes řeku Araks – z 11. století
- lázně sultána Mejida z 18. století

## Galerie

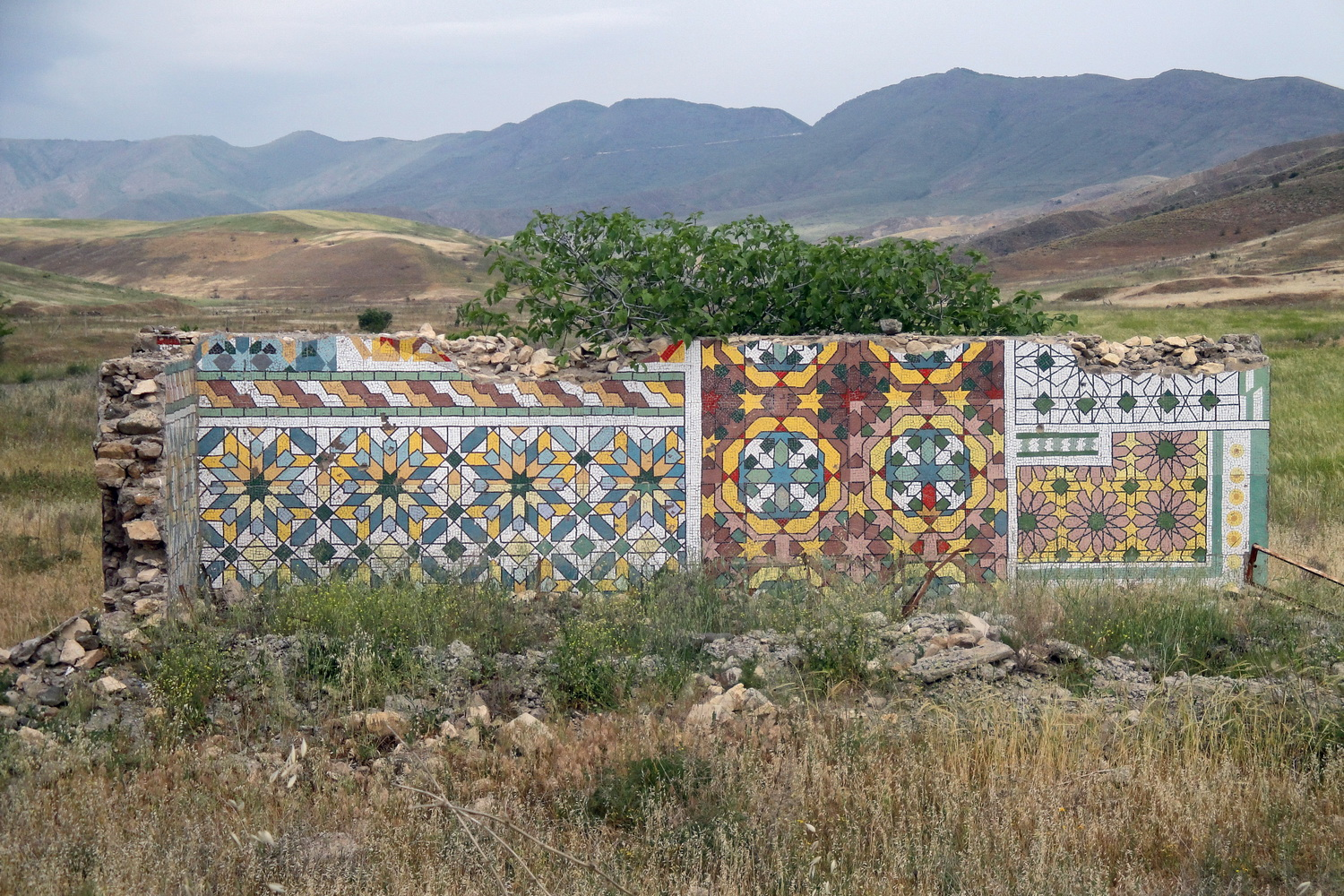
Zničená autobusová zastávka (rok 2014)
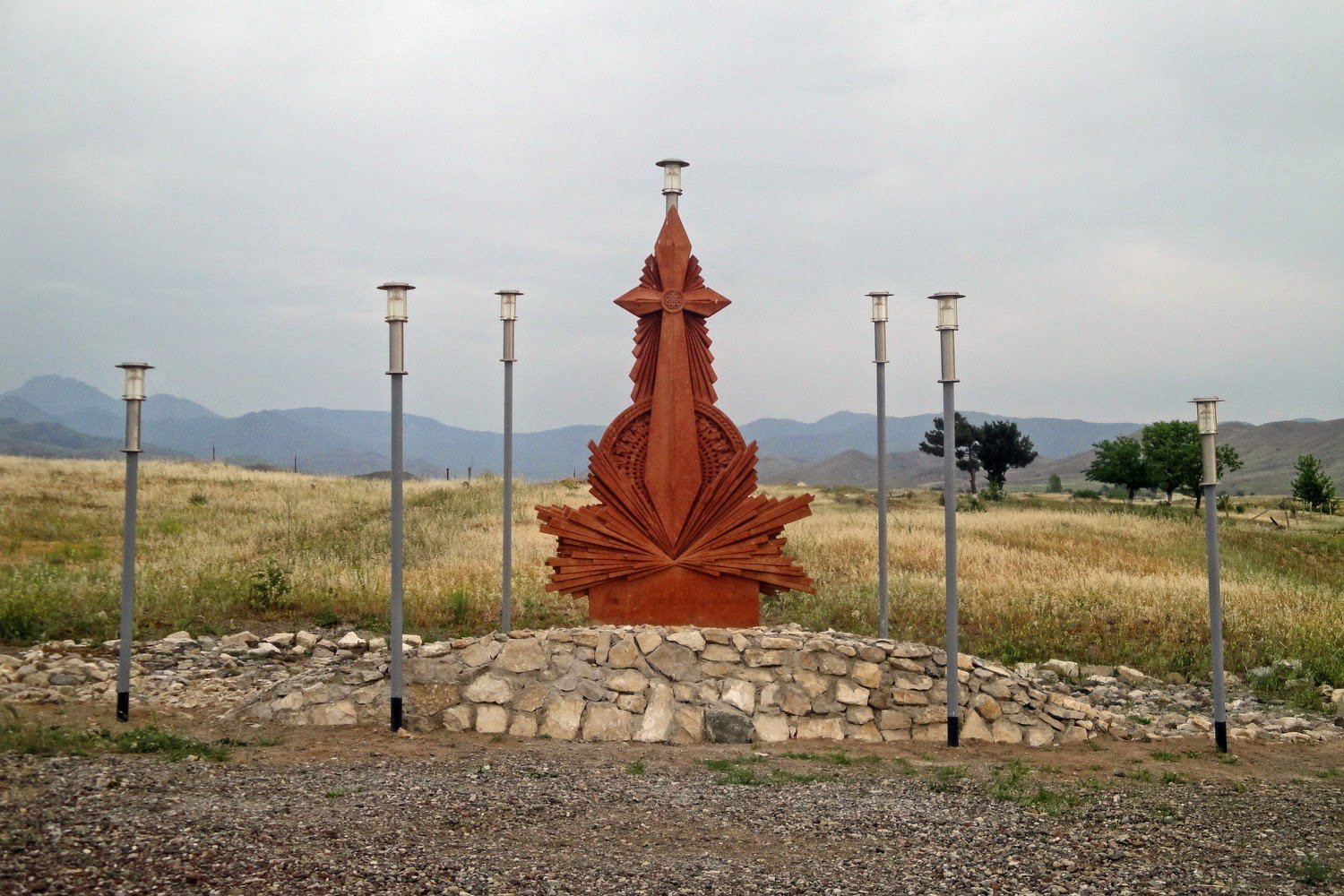
Arménský pamětní kříž vztyčený ve městě po první karabašské válce (rok 2014)
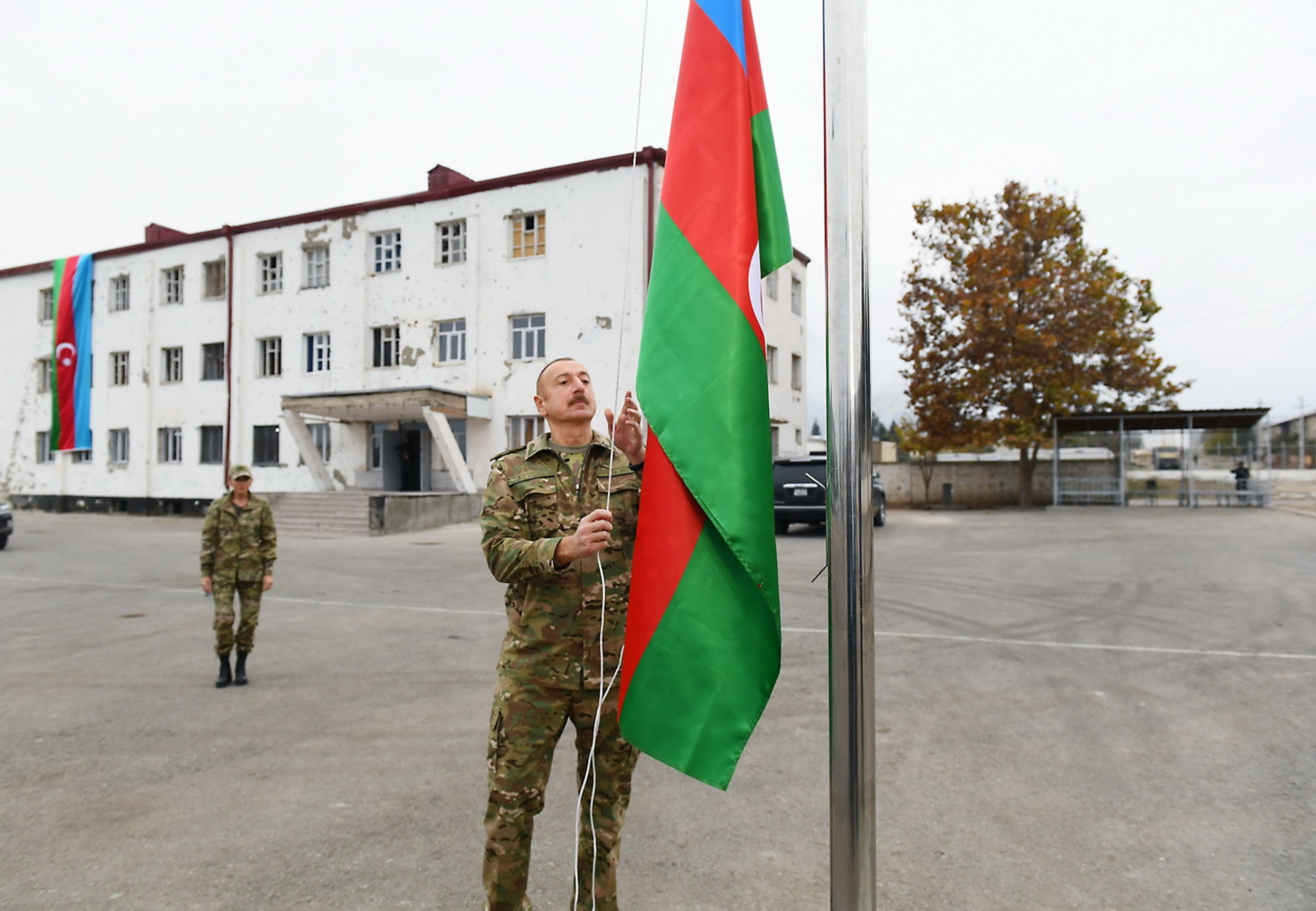
Ilham Alijev vztyčuje 16.11.2020 ázerbájdžánskou vlajku nad troskami města
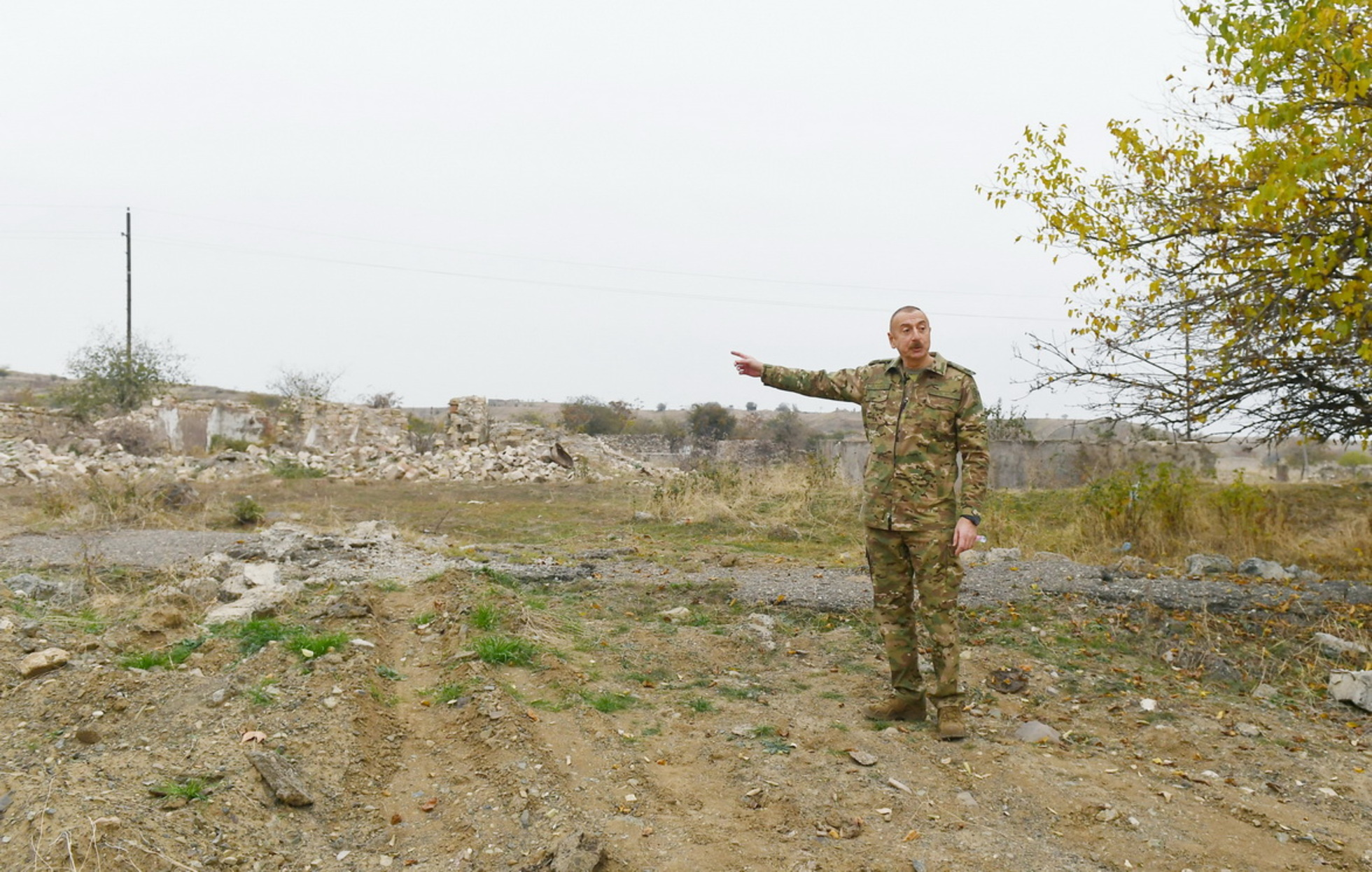
Ilham Alijev v ruinách města (listopad 2020)
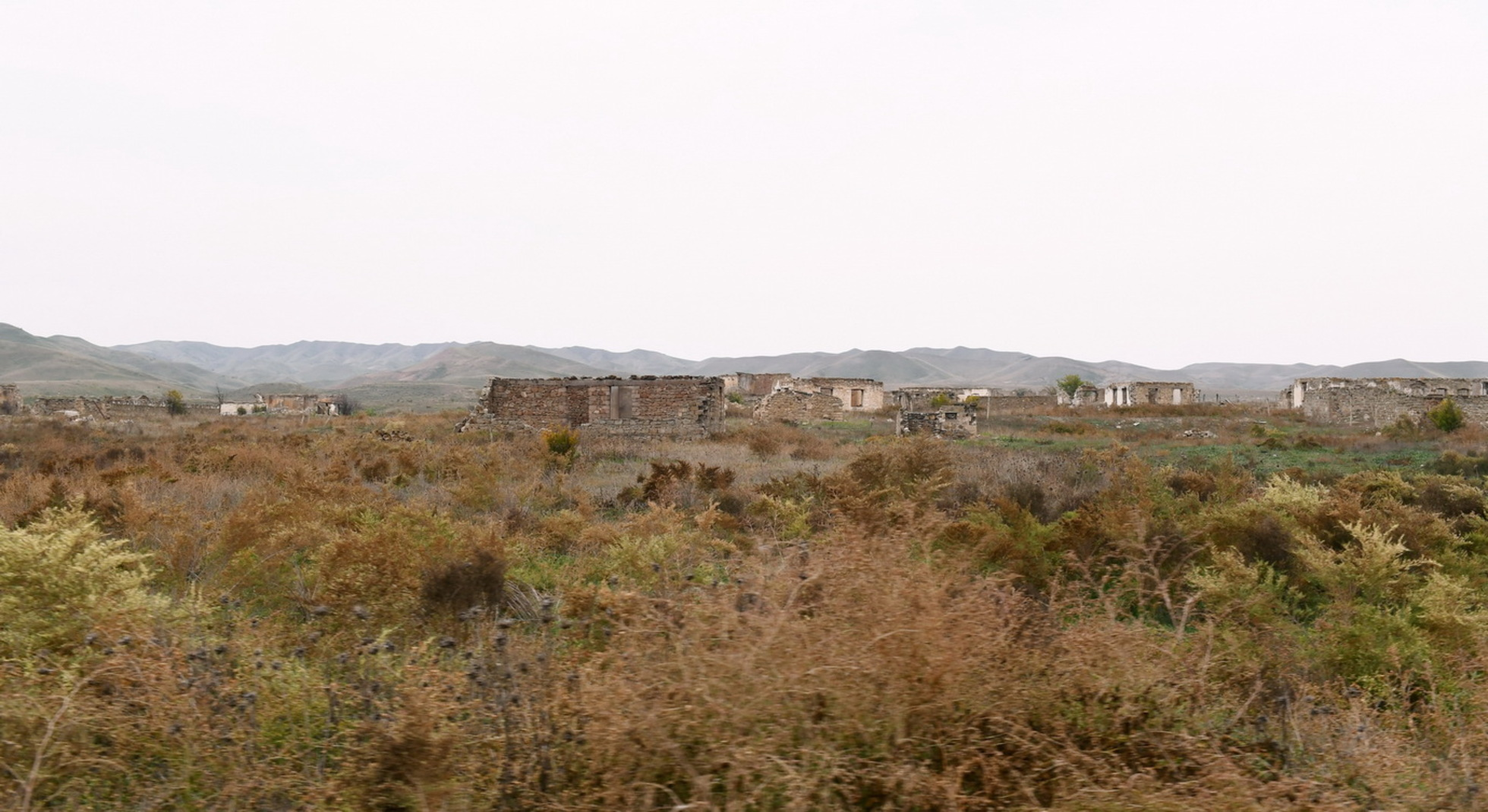
Ruiny města (listopad 2020)
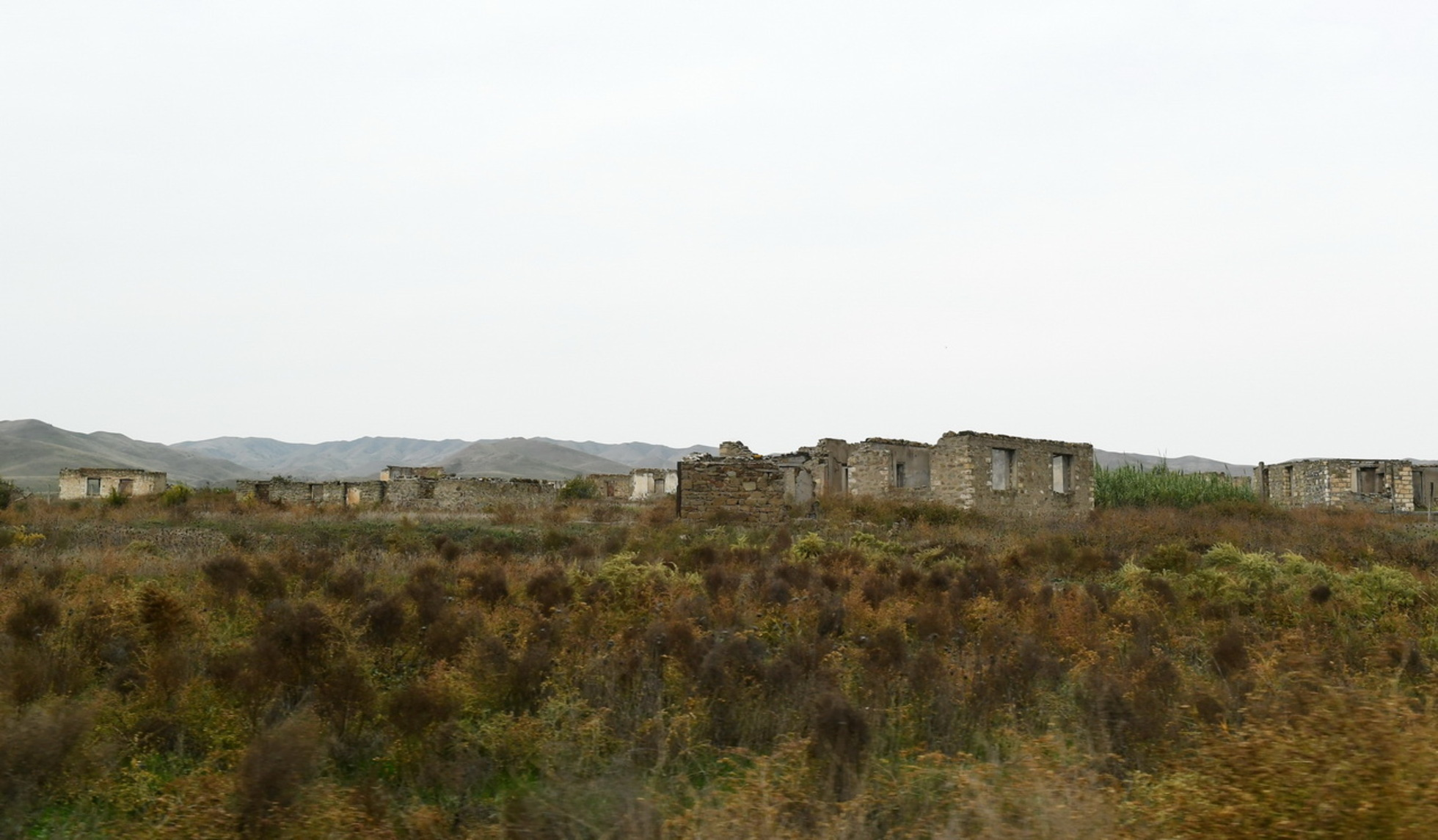
Trosky města (listopad 2020)
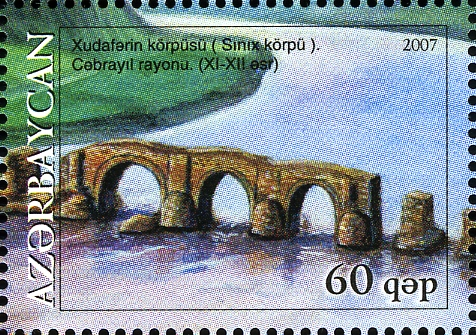
Kudafarinský most na ázerbájdžánské známce
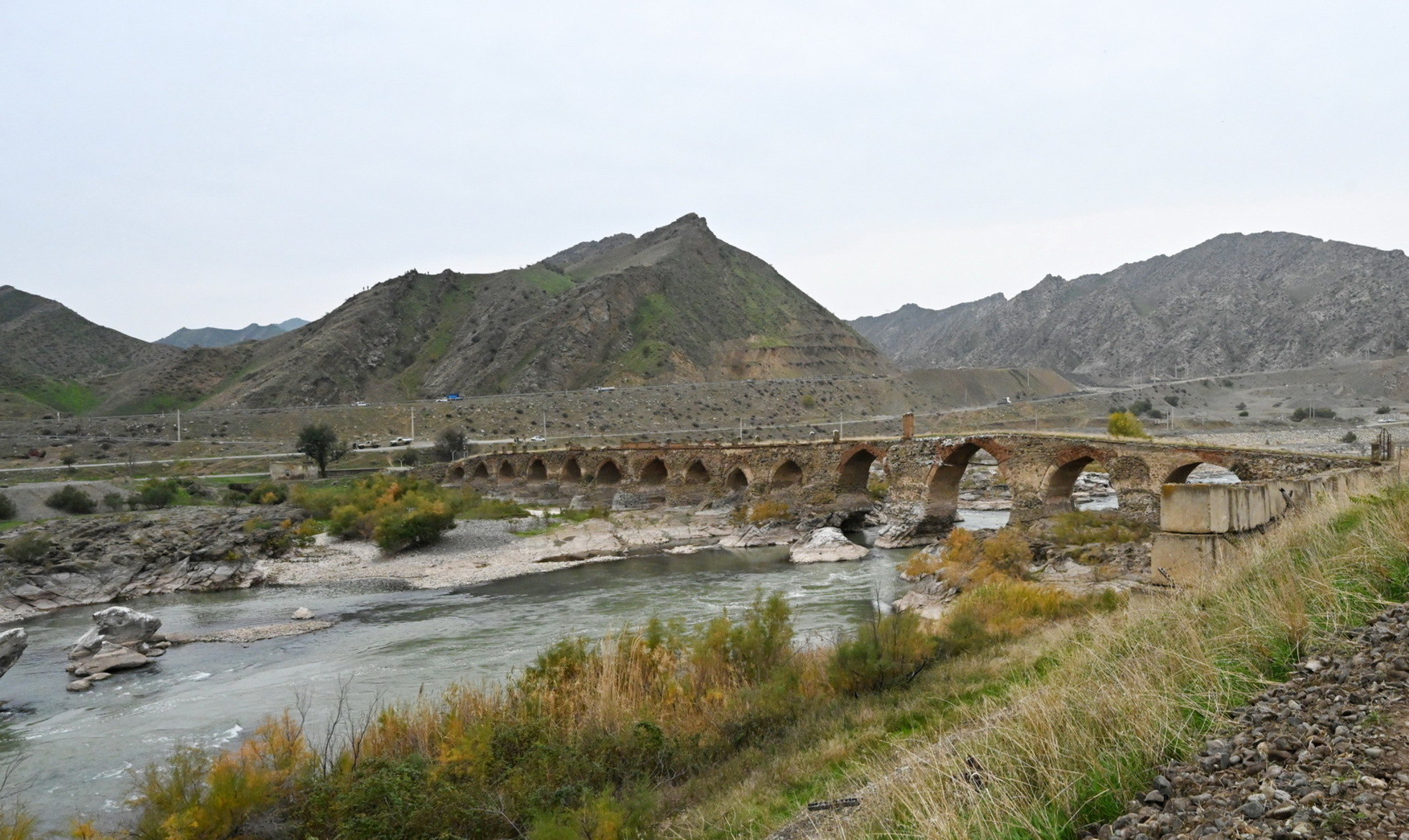
Kudafarinský most (listopad 2020)

## Významné osobnosti
- Cəmil Əhmədov (1924–1944) – sovětský důstojník, hrdina SSSR – v Džabrajilu po něm byla pojmenována ulice a základní škola
- Fərda Amin (* 1979) – ázerbájdžánský herec, scenárista a režisér
- Həsən Hüseynov (* 1944) – doktor technických věd, profesor, vědec a akademik
- Ramil Safarov (* 1977) – ázerbájdžánský důstojník a překladatel do maďarštiny
- Teymur Quliyev (1888–1965) – státník Ázerbájdžánské SSR, předseda Rady lidových komisařů Ázerbájdžánské SSR a Rady ministrů
- Yaqut Abdullayeva (* 1963) – ázerbájdžánská zpěvačka lidových písní